# Martxueta
Martxueta (en francès i oficialment Masparraute), és un municipi de la Baixa Navarra, un dels set territoris que formen el País Basc, al departament dels Pirineus Atlàntics i a la regió de la Nova Aquitània. Limita amb les comunes d'Arrueta-Sarrikota i Burgue-Erreiti al nord, Labetze-Bizkai a l'est, Amorotze-Zokotze al sud-oest i Behauze al sud.

## Demografia
| Evolució de la població |      |      |      |      |      |      |      |      |
| 1793                    | 1800 | 1806 | 1821 | 1831 | 1836 | 1841 | 1846 | 1851 |
| 632                     | 683  | 654  | 678  | 638  | 664  | 645  | 614  | 610  |

| 1856 | 1861 | 1866 | 1872 | 1876 | 1881 | 1886 | 1891 | 1896 |
| ---- | ---- | ---- | ---- | ---- | ---- | ---- | ---- | ---- |
| 587  | 565  | 502  | 467  | 507  | 490  | 472  | 469  | 448  |

| 1901 | 1906 | 1911 | 1921 | 1926 | 1931 | 1936 | 1946 | 1954 |
| ---- | ---- | ---- | ---- | ---- | ---- | ---- | ---- | ---- |
| 440  | 426  | 408  | 395  | 406  | 428  | 450  | 397  | 358  |

| 1962 | 1968 | 1975 | 1982 | 1990 | 1999 | 2006 | 2011 | 2016 |
| ---- | ---- | ---- | ---- | ---- | ---- | ---- | ---- | ---- |
| 346  | 292  | 268  | 265  | 230  | 211  | 245  | -    | -    |

| 2019 | - | - | - | - | - | - | - | - |
| ---- | - | - | - | - | - | - | - | - |
| -    | - | - | - | - | - | - | - | - |

## Administració
| Data d'elecció                               | Identitat          | Qualitat |
| -------------------------------------------- | ------------------ | -------- |
| Les dades anteriors a 1995 són desconegudes. |                    |          |
| 1995                                         | Bernard Larramendy |          |
| 2001                                         | Bernard Larramendy |          |